# بنما خلال الحرب العالمية الثانية

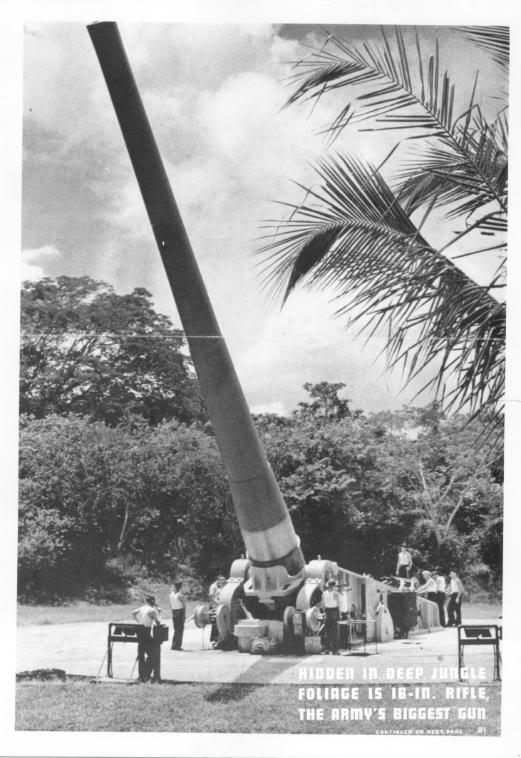

يبدأ تاريخ بنما خلال الحرب العالمية الثانية في عام 1939. نظرًا لوجود قناة بنما التي تسيطر عليها الولايات المتحدة والتي تمر عبر وسط البلاد، كان لبنما أهمية إستراتيجية رئيسية لأغراض الحلفاء الحربية، بالإضافة إلى كونها في الموقع الاستراتيجي الأكثر أهمية في أمريكا اللاتينية خلال الحرب العالمية الثانية. توفر بنما رابطًا لا يقدر بثمن بين المحيطين الأطلسي والهادئ اللذان كانا حيويين للتجارة وللدفاع عن نصف الكرة الغربي. لذلك، فقد كان الدفاع عن منطقة القناة الشاغل الرئيسي للولايات المتحدة في المسرح الأمريكي. لم تتلق بنما أبدًا مساعدة بسياسة الإعارة والاستئجار، ولكن في مقابل حقوق بناء بنية تحتية عسكرية داخل الأراضي البنمية، نفذت الولايات المتحدة مشاريع أعمال عامة واسعة النطاق، والتي كان لها دور كبيرًا في تحديث البلاد وتعزيز الاقتصاد.

## نبذة تاريخية

### الاقتصادات
وفقا لكتاب أمريكا اللاتينية خلال الحرب العالمية الثانية لتوماس إم. ليونارد، فقد كان للحرب تأثير كبير على الاقتصاد البنمي. انخفض النقل التجاري عبر القناة بأكثر من الثلث بين عامي 1940 و1945، مما أدى إلى انخفاض رسوم الإيرادات بنحو الثلثين. في المقابل، نما الإنتاج المحلي لبنما بسبب زيادة الطلب الذي سببته الحرب. تضاعف إنتاج السكر والحليب والماشية المذبوحة تقريبًا بين عامي 1939 و1946. عجلت الحكومة النمو من خلال مضاعفة النفقات أربع مرات، ولكن الحافز الحقيقي كان تدفق الدولارات الأمريكية.
بين عامي 1930 و1943، انخفضت الاستثمارات الأمريكية الكبيرة بشكل حاد في جميع دول في أمريكا اللاتينية باستثناء فنزويلا وبنما الغنيتان بالنفط. يقول ليونارد إن بنما تمتعت بأكبر نسبة ارتفاع بين الاثنتين، إذ تضاعف الاستثمار ثلاثة أضعاف حتى وصل إلى 514 مليون دولار، معظمها في البنوك والمرافق. ارتفع عدد الشركات التي تسيطر عليها الولايات المتحدة من اثنين وعشرين في عام 1929 إلى تسعة وسبعين في عام 1943. بالإضافة إلى ذلك، وُظّف ما يُقدر بنحو 12.5% من القوى العاملة البنمية في منطقة القناة. في عام 1939، كان هناك 3,511 عاملاً من «اللفائف الذهبية» (الذين يحصلون على راتبهم بالتسعيرة الأمريكية) في المنطقة، و11,246 من «اللفائف الفضية» (الذين يحصلون على راتبهم بالأسعار المحلية). بحلول عام 1942 ارتفعت الأرقام إلى 8550 و28,686 على التوالي. كان تدفق العمال إلى منطقة القناة وإلى مدينتي بنما سيتي وكولون كبيرًا جدًا لدرجة أن الحكومة البنمية اشتكت من نقص المعلمين وغيرهم من الموظفين المهرة. لكن رغم ذلك، حاولت الحكومة الاستفادة من الوضع من خلال «تقوية» تعليم اللغة الإنجليزية في المدارس والتأكيد على التدريب المهني في الإدارة التجارية وإدارة الأعمال من أجل تشجيع تطوير الأعمال التجارية الصغيرة وتوفير موظفين مهرة للعدد المتزايد من الأنشطة التجارية الشركات.

### الرئيس آرياس
كان أرنولفو آرياس، الذي انتُخب في عام 1940، رئيس بنما خلال العامين الأولين من الحرب. وكان فاشيًا صريحًا واعتُبر مؤيدًا لدول المحور من قِبل الحلفاء بسبب عدائه للولايات المتحدة وحرصه على الحد من النفوذ الأمريكي في أراضيه. في عام 1939، طلب جيش الولايات المتحدة عقود إيجار لمدة 999 عامًا من جمهورية بنما لبناء أكثر من 100 موقع خارج منطقة القناة -مثل المطارات والبطاريات المضادة للطائرات ومحطات الإنذار- والتي ستُستخدم للدفاع عن القناة. طلب آرياس تعويضًا نقديًا ونقْل ميزات مختلفة إلى بنما، ولكن بالنسبة للولايات المتحدة كان السعر مرتفعًا جدًا. استمرت المفاوضات على مدى العامين المقبلين. في نهاية المطاف، في 13 فبراير 1941، نصحت الحكومة البنمية الأمريكيين أنها إذا وافقت على هذا الطلب، سيتعين على حكومة الولايات المتحدة أن تعلن عن وجود خطر وشيك على سلامة القناة.

### الرئيس دي لا جوارديا
أدى رفض آرياس مساعدة الحلفاء عن طريق تسليح السفن البنمية، وموقفه المتشدد خلال مفاوضات موقع الدفاع إلى جعل الكثيرين في حكومة الولايات المتحدة يستنتجون أن «عليه الرحيل». قال أحد الرجال ما يلي حول غزو أمريكي محتمل للإطاحة بآرياس: «تعتبر الظروف الحالية خطرة على أمن القناة ويُعتقد أنه يجب تصحيحها في أقرب وقت ممكن. سيكون من المفضل أكثر قيام ثورة محلية للتخلص من طبقة المسؤولين المعوجّة المؤدية لدول المحور عوضًا عن تدخل القوات الأمريكية». بعد ذلك بوقت قصير، في 7 أكتوبر 1941، تحققت رغبة الأمريكيين حين أطاح انقلاب غير دموي بآرياس من على السلطة. سارت مفاوضات موقع الدفاع بسرعة وبشكل إيجابي بالنسبة للولايات المتحدة مع تنصيب ريكاردو أدولفو دي لا جوارديا رئيسًا جديدًا. ثم هاجم اليابانيون القاعدة البحرية الأمريكية في هاواي، مما عجل عملية المفاوضات أكثر. أعلنت الحكومة البنمية الجديدة الحرب على اليابان في 7 ديسمبر 1941، في ذات يوم الهجوم على ميناء بيرل هاربور، وقبل يوم واحد من دخول الولايات المتحدة الحرب رسميًا. ثم أعلنت بنما الحرب على ألمانيا وإيطاليا الفاشية في 13 ديسمبر 1941، إلى جانب عدد قليل من دول أمريكا اللاتينية الأخرى.
في 18 مايو، 1942، وقعت الولايات المتحدة وبنما أخيرًا اتفاقية لاستئجار 134 موقعًا لاستخدامها لحماية القناة. دعا الاتفاق إلى إنهاء احتلال المواقع بعد عام واحد من انتهاء الحرب، ودفع الولايات المتحدة 50 دولارًا للهكتار سنويًا للقواعد، باستثناء ريو هاتو، والتي ستدفع مقابلها 10 آلاف دولار سنويًا. وفي النهاية، تلقت بنما وعودًا لاستكمال العديد من مشاريع الأشغال العامة، بما في ذلك طريق ريو هاتو، والجسر فوق القناة، ومجموعة ثالثة من أقفال القناة ذاتها.